# Mongolischer Schamanismus

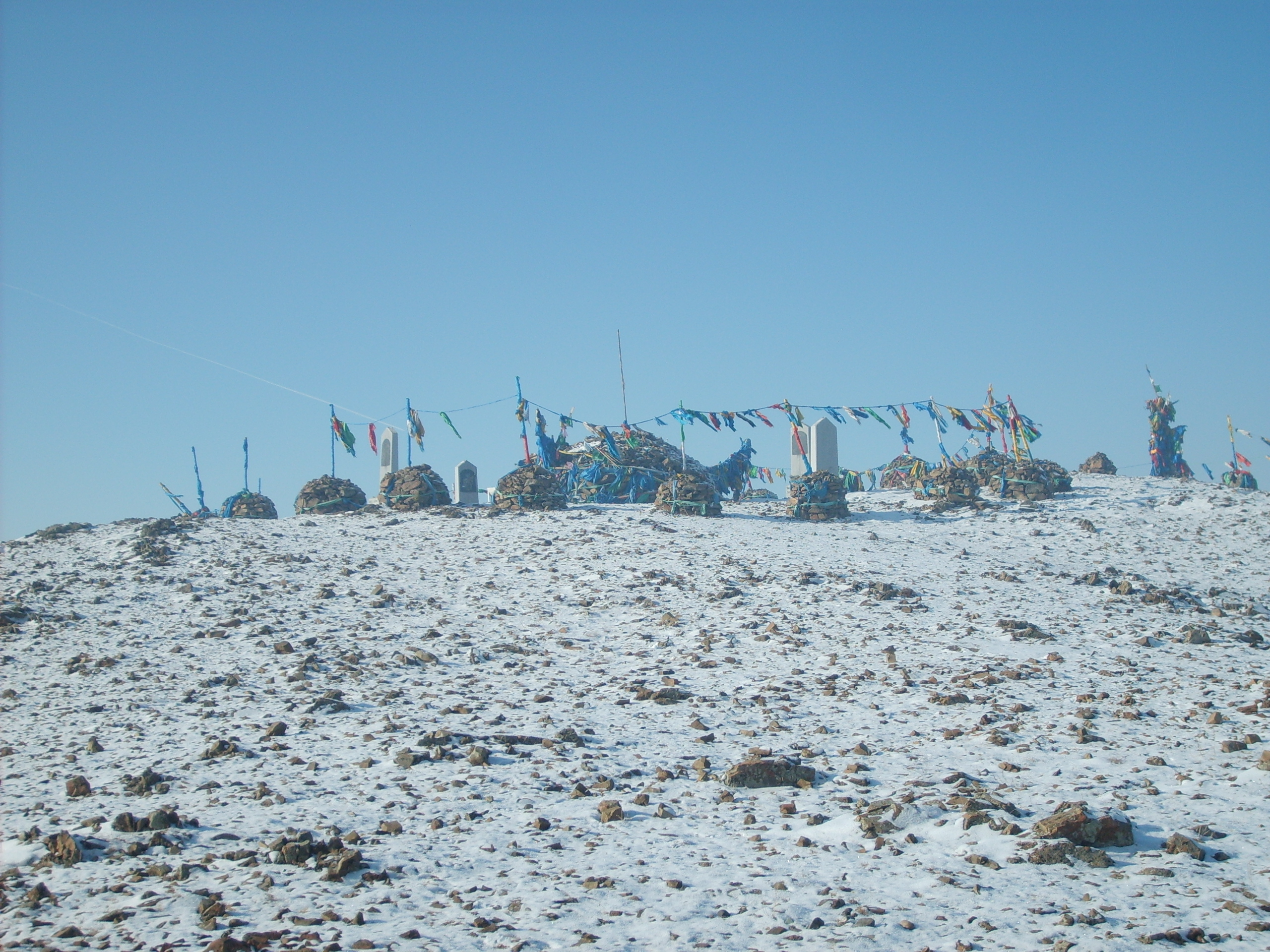
Ansammlung schamanischer Symbole in Chingeltei bei Ulaanbaatar (2007)

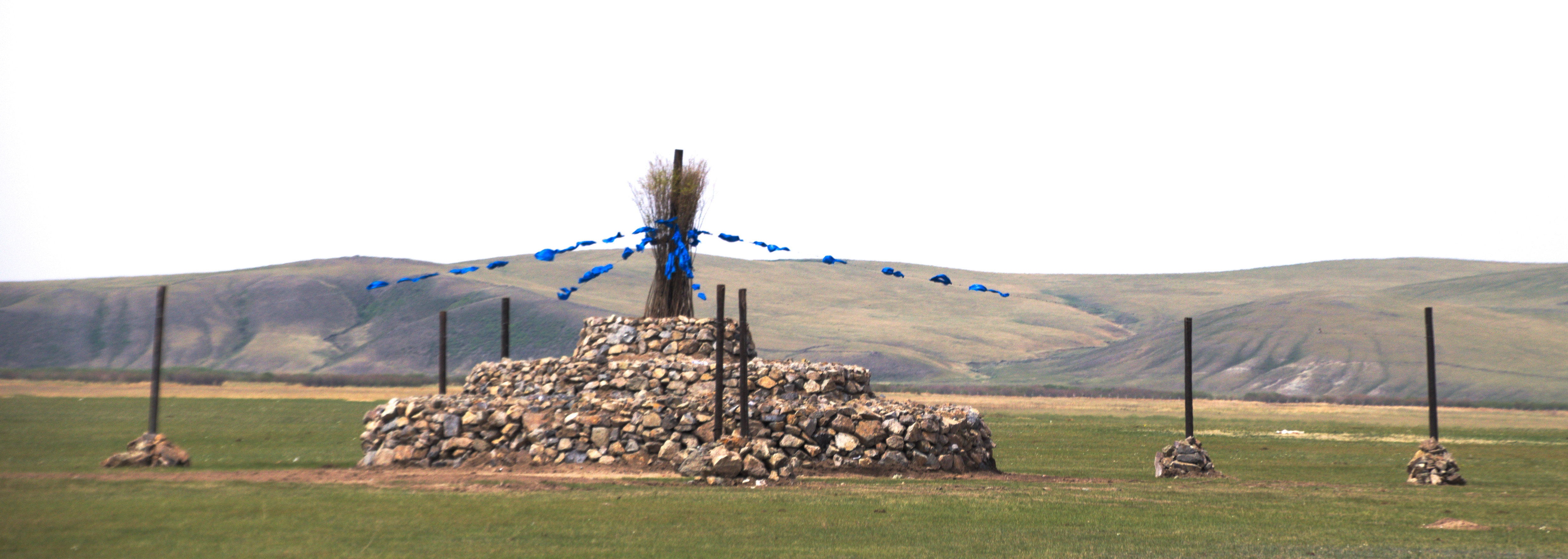
Der Obo – hier in der Inneren Mongolei – ist immer noch ein wichtiges Symbol im Volksglauben (2016)

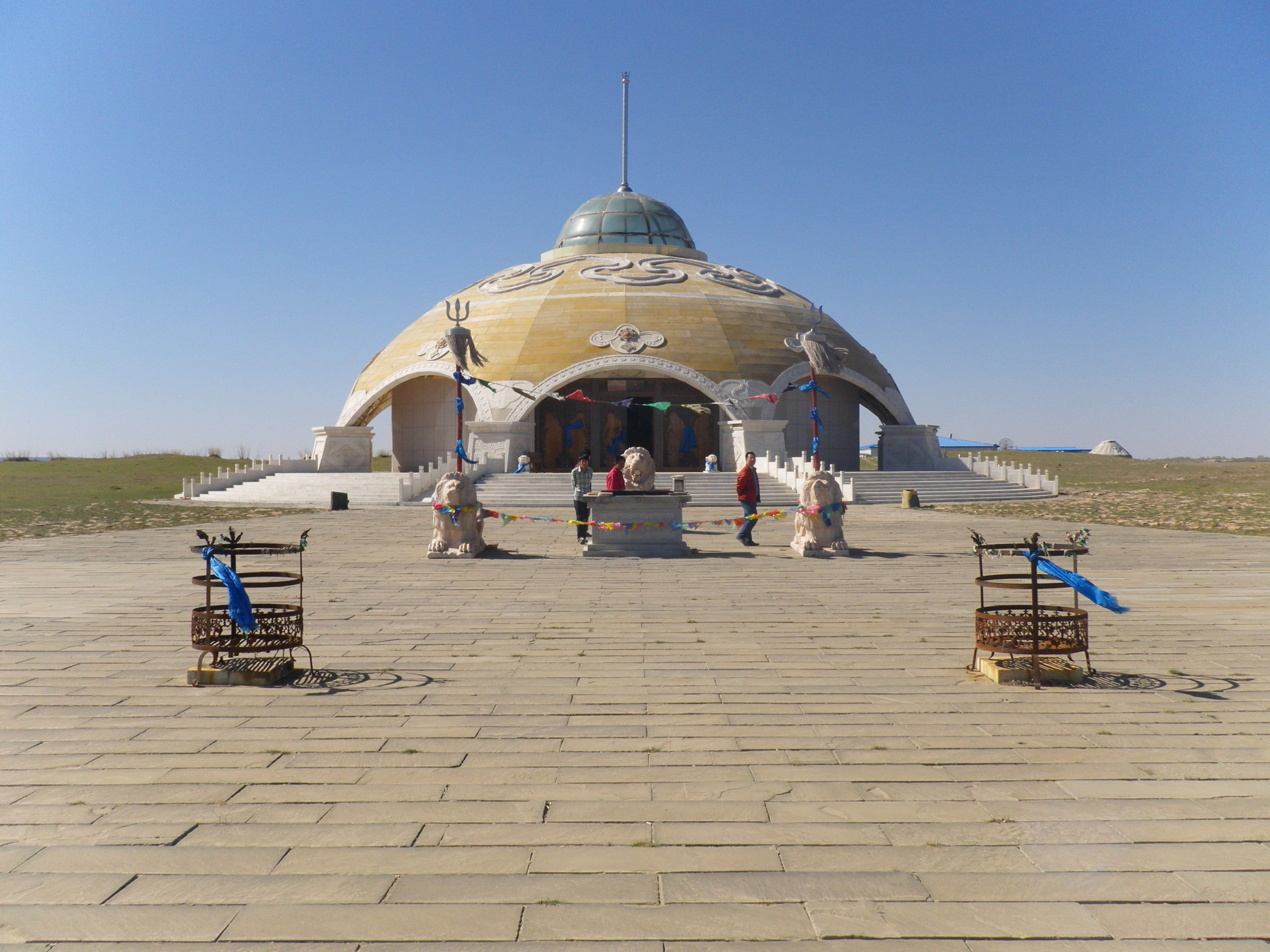
Tempel des Sülde Tengri in Uxin-Banner, Innere Mongolei (2010)

Der Mongolische Schamanismus ist eine traditionelle ethnische Religion in der Mongolei. Oft wird auch die Bezeichnung Mongolische Volksreligion oder Gelber Schamanismus benutzt. Es gibt Einflüsse durch den klassischen Schamanismus aus Sibirien. Diese Einflüsse wurden durch die nomadische Lebensweise der Mongolen und die damit verbundenen Kontakte zu anderen Volksstämmen begünstigt. Die traditionelle Religion war mit der Gesellschaft in der Mongolei eng verknüpft. Nach der Theorie von Julie Steward (1963–2006) besteht außerdem eine unmittelbare Beziehung zum Tengrismus.

## Merkmale
Der mongolische Schamanismus konzentriert sich auf die Verehrung von vielen verschiedenen Göttern („tngris“). Der am meisten verehrte Gott ist neben anderen „Tenger“ (Himmel; Gott des Himmels) und wird auch manchmal als „munkh khukh tengri“ bezeichnet, was „ewig blauer Himmel“ bedeutet.
Ein komplexes System aus Medizin, Naturverehrung, Götterverehrung und Ahnenkult zeichnen die mongolische Volksreligion aus. Zur Kommunikation mit den Göttern und der Geisterwelt wurden Schamanen beauftragt. Doch wie im tibetischen Bön konnten auch einfache Menschen mit Geistern oder Göttern in Kontakt treten.
Tngri, Tengri oder Tegri ist die Bezeichnung für die „Götter“ oder höchsten geistigen Wesen. Wie viele von diesen Wesen es gibt, wird verschieden interpretiert. Einigen Autoren zufolge gibt es ein hierarchisches System mit über 100 Wesen, an deren Spitze der Qormusta Tengri steht. Der Ursprung des Namens Qormusta wird teilweise in dem iranischen Ahura Mazda gesehen. Gemäß den alten mongolischen Überlieferungen ist Dschingis Khan eine, wenn nicht sogar die Verkörperung des höchsten Tengri.
Klaus Hesse beschreibt ein komplexes spirituelles System aus 99 höchsten mythischen Wesen und vielen anderen Geistern. Dazu kommen mächtige oder wichtige Ahnen verschiedener Clans und Naturgeister. Des Weiteren gibt es Familienschutzgeister die über nahestehende Familienmitglieder wachen und diese bei Not unterstützten oder ihnen Ratschläge geben.

## Weitere Informationen
Julie Steward (Ihre Mutter stammte aus der Mongolei, ihr Vater war Deutscher und sie wurde in den USA geboren) hat ihre eigene Version des mongolischen Schamanismus entwickelt, der nach ihrer eigenen Interpretation mit dem Tengrismus verbunden war. Zudem versuchte sie die „alte Religion“ wiederzubeleben und – den allgemeinen Trend zur Esoterik nutzend – Anhänger dafür zu gewinnen.
Durch das Christentum und den Buddhismus wurde der Schamanismus bekämpft und unterdrückt. Im Laufe der Zeit bildete sich eine eigene religiöse Strömung heraus, die sowohl Elemente des Schamanismus als auch des Buddhismus enthielt. So entstanden die Begriffe des Gelben Schamanismus und des Schwarzen Schamanismus, wobei der letzte als die nicht vom Buddhismus beeinflusste Richtung gilt.